# Тупик (фильм, 1939)
«Тупик» (англ.  Blind Alley) — американский криминальный фильм режиссёра Чарльза Видора, который вышел на экраны в 1939 году.
Фильм поставлен по одноимённой бродвейской пьесе 1935 года, которую написал Джеймс Уорвик. Фильм рассказывает о сбежавшем из тюрьмы психически больном преступнике (Честер Моррис), который попадает в дом известного психиатра (Ральф Беллами), беря его вместе с семьёй и гостями в заложники. За несколько часов пребывания в доме психиатр с помощью фрейдовских методик определяет психическое заболевание преступника и излечивает его, что однако не спасает преступника от гибели в финале картины.
Несмотря на упрощённый характер трактовки фрейдистского психоанализа и отсутствие логики в некоторых моментах сюжетного развития, критики оценили картину высоко благодаря новой для своего времени теме, захватывающей постановке, отличной игре Морриса и Беллами в главных ролях, а также великолепной операторской работе Люсьена Балларда.
В 1948 году на фильм был сделан римейк под названием «Тёмное прошлое», в котором главные роли исполнили Уильям Холден и Ли Дж. Кобб.

## Сюжет
Авторитетный психолог, доктор Шелби (Ральф Беллами) заканчивает лекцию в университете, после чего вместе с женой Дорис (Роуз Страднер) и маленьким сыном Дейви (Скотти Беккетт) собирается поехать в свой загородный коттедж на берегу озера. Доктора провожает его аспирант Фред Лэндис (Стенли Браун), который вечером обещает заехать попрощаться перед переездом в другой город, где он получил преподавательскую должность. Вечером семья доктора ожидает в гости друзей — бизнесмена Джорджа Кёртиса (Мелвилл Купер) с женой Линдой (Джоан Перри), а также писателя Дика Холбрука (Джон Элдридж), у которого с Линдой тайный роман. Тем временем из тюрьмы с помощью сообщников сбегает опасный бандит и убийца Хэнк Уилсон (Честер Моррис). Он мчится на машине в компании своей подруги Мэри (Энн Дворак), двоих подручных Бака (Марк Лоуренс) и Ника (Милбёрн Стоун), а также взятого в заложники начальника тюрьмы. Мэри рассказывает о дальнейшем плане побега: они доберутся до коттеджа профессора Шелби, где тот живёт с женой и ребёнком. Оттуда их заберёт ожидать катер, который придёт через полтора-два часа, чтобы перебросить на другой берег озера. Выяснив планы, Хэнк останавливает машину, выводит начальника тюрьмы на дорогу и хладнокровно убивает его, а затем продолжает путь. Вскоре бандиты добираются до коттеджа Шелби, под угрозой оружия заставляя хозяев, гостей и прислугу выстроиться вдоль стены. Обыскав всех присутствующих, Хэнк распоряжается отправить мальчика с матерью в его спальню под наблюдение Ника, супругов Кёртисов и Холбрука — в хозяйскую спальню под наблюдение Бака, двоих горничных связать в подвале, а доктору Шелби приказывает остаться в гостиной вместе с ним на случай непредвиденных обстоятельств. Доктор Шелби внимательно наблюдает за Хэнком, замечая у того определённые психические отклонения. Судя по книгам, которые Хэнк разглядывает на полке, его интересует тема безумия. Некоторое время спустя Хэнк и Шелби замечают, что к дому приближается машина, после чего Хэнк требует, чтобы все гости срочно спустились в гостиную и вели себя естественно. Выясняется, что приехал Фред, чтобы попрощаться с семьёй Шелби перед отъездом. Доктор пропускает Фреда в дом, однако тот сразу чувствует неестественное напряжение среди гостей, которые находятся под прицелом укрывшихся бандитов. Фред рассказывает, что поблизости полиция ведёт розыски сбежавшего Хэнка Уилсона, остановив и его машину для досмотра. Когда Фред пытается пройти наверх, чтобы подарить игрушку Дейви, дорогу ему преграждает Хэнк с оружием в руке. Фред не хочет подчиняться бандитам, и между ним и Баком возникает драка, в которой Фред одерживает верх. Затем он вызывает на честный бой Хэнка, однако тот вместо этого хладнокровно расстреливает Фреда из пистолета. По радио передают сообщение, что во время побега Хэнк убил двух надзирателей, а затем и начальника тюрьмы. Между тем прошло уже четыре часа, однако катер так и не прибыл. Пока Хэнк рассматривает книгу по безумию, доктор Шелби тихо обещает жене, что остановит преступника, воздействуя на его мозг, и тот больше никого не убьёт. После ухода жены к ребёнку Шелби объясняет Хэнку, что работает психиатром и с помощью психоанализа лечит таких людей, как он. С помощью рисунка Шелби объясняет Хэнку, как в человеческом мозге взаимодействуют сознание и подсознание, далее заявляя, что нарушение этого взаимодействия приводит к серьёзным психическим заболеваниям. Профессор далее говорит, что детские страхи, которые, несмотря на блокировку, иногда проникают в сознание, влияют на текущее поведение человека. В частности, по словам Шелби, три пальца на руке Хэнка, возможно, не действуют в результате полученной в детстве психической травмы. Проходит ещё час, однако катера так и нет, и Хэнк начинает волноваться. Приходит Мэри, чтобы успокоить его и дать немного поспать. Пока Хэнк спит, Мэри рассказывает доктору, что тот постоянно мучается одним и тем же ночным кошмаром: он идёт один, начинается дождь, он прячется под дырявый зонтик, сквозь который падают капли, он рукой пытается заткнуть дыру, после чего зонтик окружает тюремная решётка, и он ощущает себя в ловушке. Шелби делает однозначный вывод, что этот кошмар связан с его детством. Тем временем к дому с проверкой подъезжают два полицейских, и Мэри будит Хэнка. Бандиты прячутся и наблюдают за тем, как Шелби беседует с полицейскими, а затем выпроваживает их из дома, так ничего им не сказав. Воспользовавшись моментом, Кёртис в спальной пытается напасть на Бака, однако его попытку срывает трусливый Холбрук. После ухода полицейских Шелби при поддержке Мэри убеждает Хэнка, что сможет вылечить его, если тот будет искренне отвечать на его вопросы. Оставшись с доктором наедине, Хэнк повторяет ему свой кошмар, который преследует его с детства. Отвечая на вопросы Шелби, Хэнк рассказывает, что его отец был негодяем, и его убили, когда Хэнк был ещё ребёнком. Отец был азартным игроком, редко бывал дома и с сыном вообще не общался. Мать любила и ласкала Хэнка, но когда вернулся отец, мать перестала обращать на сына внимание, а отец стал постоянно его избивать. Хэнк чувствует, что постепенно сходит с ума, и Шелби понимает это. Тем временем уже три часа ночи, и прошло уже шесть часов с момента, когда бандиты проникли в дом. Наверху Линда ухаживает за избитым мужем, который предлагает Баку деньги, чтобы он отпустил их, однако их разговор прерывает появление Мэри. На упрёки Линды, как ей не стыдно быть на стороне такого человека, как Хэнк, она отвечает, что была ему верна восемь лет, пока он был в тюрьме и выстрадала свою любовь. Далее Мэри заявляет, что верность — это большая ценность, давая Линде понять, что не ей читать мораль. После этого Линда берёт сторону мужа. Тем временем Шелби продолжает настаивать на обсуждении кошмара Хэнка, чтобы высвободить его блокированные детские воспоминания. Шелби считает, что прежде всего они должны вместе установить, что скрывается за символами дождя, зонта с дырой и тюремной решётки. По словам психиатра, если установить, что скрывается за символами, то кошмар исчезнет. Шелби предполагает, что кошмар Хэнка связан с его семьёй и с матерью, которая была единственной женщиной, которую Хэнк когда-либо любил. С тех пор женщины ничего для него не значили, просто заменяя мать. Тем временем, в подвале одной из служанок удаётся развязаться, после чего с помощью подруги она вылезает в окно и убегает за полицией. Шелби с помощью простых ассоциаций просит Хэнка сказать, что для него значат дождь, решётка и зонт. Постепенно Хэнк восстанавливает в памяти картину, где прутья обозначают ноги копов, которые окружили его, а зонтом оказывается стол, под которым он прячется. Хэнк вспоминает, что он сидит под столом в салуне, куда входит несколько копов в тот момент, когда его отец играет в карты в другом конце зала. Неожиданно все его партнёры по игре исчезают, и тогда отец поворачивается, достаёт оружие и начинает стрелять. Ответным огнём копы убивают его. Отец пятится и падает на стол, под которым спрятался Хэнк. Сквозь отверстие в столе на маленького Хэнка капает кровь, он пытается заткнуть отверстие пальцами, но они немеют. Отец роняет револьвер, и Хэнк пытается его подобрать, однако стол окружили полицейские, ноги которых трансформировались в его сознании в прутья тюремной решётки. Хэнк, наконец, вспоминает, что ненавидел отца и сам привёл копов, когда они пообещали ему денег. Шелби говорит Хэнку, что тот убил отца, и бежал от этой мысли, стыдился этого, что и породило кошмар, а от чувства вины парализовало пальцы. Хэнк вспоминает, что после смерти отца стал главным, и больше его никто никогда не бил, а он убивал, кого хотел, будь то копы или кто другой. По словам психиатра, оружие для Хэнка выступает символом власти, и когда он украл его у отца, то занял его место. И каждый, кто выступал против Хэнка, становился для него отцом, пытающимся вернуть над ним власть. Каждый раз, когда Хэнк кого-либо убивал, ты убивал своего отца. После этих слов Шелби заявляет, что кошмар к Хэнку больше не вернётся, и он больше не сможет никого убить. Тем временем дом окружают полицейские. Пока Бак наблюдает в окно, Кёртис бьёт его по голове, и тот теряет сознание. Хэнк выходит из дома и пытается с оружием прорваться к машине. Увидев полицейского, он, представив в нём отца, хочет в него выстрелить, но не может этого сделать, при этом его скрюченные пальцы распрямляются. В этот момент полицейские убивают Хэнка на месте.

## В ролях
- Честер Моррис — Хэл Уилсон
- Ральф Беллами — доктор Шелби
- Энн Дворак — Мэри
- Джоан Перри — Линда Кёртис
- Мелвилл Купер — Джордж Кёртис
- Роуз Страднер — Дорис Шелби
- Джон Элдредж — Дик Холбрук
- Энн Доран — Эгнес
- Марк Лоуренс — Бак
- Милбёрн Стоун — Ник
- Стэнли Браун — Бред Лэндис
- Скотти Беккетт — Дейви Шелби
- Мари Блейк — Харриетт

## История создания фильма
Как пишет историк кино Дэвид Стерритт, на момент создания этой картины «новаторскому „разговорному методу лечения“ Зигмунда Фрейда исполнилось всего несколько десятков лет. Хотя сам Фрейд и не желал иметь с кино ничего общего, отказавшись в своё время стать консультантом фильма режиссёра Г. В. Пабста „Тайны души“ (1926), новый подход в психологии в конце концов завладел вниманием Голливуда». Однако, по словам Стерритта, психоанализ в кинематографе «достиг своего пика лишь после того, как травмы, вызванные Второй мировой войной, нашли своё воплощение в тёмном экспрессионизме фильмов нуар». Одним из примеров такого рода послевоенных фильмов нуар был «Тёмное прошлое» (1948), который написали те же сценаристы и по той же пьесе, что и «Тупик», ставший одним из редких довоенных фильмов, построенных вокруг идей психоанализа.
Пьеса «Тупик» драматурга Джеймса Уорвика дважды с успехом шла на Бродвее — сначала в 1935-36 годах, а затем повторно в 1940 году. По словам Стеррита, У Уорвика «не было других успехов на Бродвее, однако помимо театра ему удалось продвинуть свою историю как фильм в 1939 году, а затем и как теледраму 1941 года с другим актёрским составом, которая транслировалась в прямом эфире из Нью-Йорка в то время, когда телевидение ещё только зарождалось». Киновед полагает, что пьеса оказала влияние на такие фильмы о вторжении в чужие дома, как «Окаменелый лес» (1936), «Неожиданно» (1954) с Фрэнком Синатрой в роли киллера, который готовит покушение на президента, «Часы отчаяния» (1955) с Хамфри Богартом и многие другие.
По информации Американского института киноискусства, в начале октября 1935 года Офис Хейса уведомил студию Columbia, что поскольку героем картины является гангстер, она «совершенно неприемлема», и призвал студию «удалить её из какого-либо дальнейшего рассмотрения». Семь месяцев спустя, Офис Хейса повторил свои возражения, заявив, что «история в таком виде в принципе настолько плоха с точки зрения Кодекса, что она необратимо находится за рамками дозволенного». В письме также отмечалось, что «самоубийство гангстера, как средство побега от последствий своих преступлений, также является нарушением Кодекса». После того, как Офис Хейса отверг историю, Columbia отложила фильм более чем на два года. Лишь в 1938 году Офис в письме, подтверждающем получение первого варианта сценария картины, заявил, что «история в принципе удовлетворительна с точки зрения Производственного кодекса». Офис Хейса, однако, предупредил студию, что британские цензоры запретят «любой материал с психически больными персонажами и использование психиатрической больницы как фона для истории». Он также предостерёг от обсуждения «нежелательных тем» в сцене, где доктор подвергает беглеца психоанализу, а также от «бравирования оружием» и от показа подробностей преступления.
«Голливуд Репортер» сообщил, что для съёмок в этом фильме актриса Роуз Страднер была взята в аренду у Metro-Goldwyn-Mayer.
В 1948 году студия Columbia сделала на этот фильм римейк под названием «Тёмное прошлое» с Уильямом Холденом и Ли. Дж. Коббом в главных ролях. Телевизионные спектакли по пьесе выходили в эфир в 1949, 1952 и 1954 годах.

## Оценка фильма критикой
После выхода фильма на экраны рецензент газеты «Нью-Йорк Таймс» назвал его «довольно причудливым экспериментом по введению теории доктора Фрейда в типичную мелодраму студии Columbia», что в данном случае «оправдало себя самым восхитительным образом». Как отмечается в рецензии, «вы не поверите, насколько увлекательными могут быть такие термины, как „подсознание“ и „цензор“, пока не увидите Беллами за работой в то время, как Честер Моррис каждые две минуты достаёт свой револьвер». Рецензент также выделяет хорошую игру Энн Дворак в роли «бандитской девушки с разбитым сердцем, которая узнаёт, что Моррис страдает от Эдипова комплекса». Variety в своей рецензии был восхищён «бодростью и энергией» Морриса и «спокойной уверенностью» Беллами, отметив также, что постановка Видора «хотя в нескольких местах и медленна, но в целом хороша».
Стерритт полагает, что «по сегодняшним стандартам фильм смотрится и звучит немного натянуто и ходульно», но в 1939 году он был новаторским на фоне картин своего времени, «использовав психоанализ в качестве основополагающего сюжетного механизма». Вместе с тем, киновед обращает внимание и на многочисленные дыры и нестыковки в сюжете. В частности, он пишет: «Почему Уилсон не озаботился тем, чтобы связать многочисленных заложников в доме? Почему загнав всех гостей силой в спальню под охраной бандита, он позволяет доктору Шелби словно своему старому другу остаться в гостиной? Почему его очевидная враждебность по отношению к интеллектуалам не мешает ему ввязаться в продолжительный разговор с умным доктором? Почему когда приходит поздний гость, Уилсон не отправляет его в спальню ко всем остальным, а вместо этого убивает его? Почему он оставляет служанок связанными в подвале без надзора, что позволяет одной из них сбежать и вызвать полицию? И так далее». Стерритт также отмечает, что каждый, кто хотя бы отдалённо знаком с психоанализом, «освистает описание доктором Шелби человеческого сознания». Однако, по мнению киноведа, «наивность — это одно из тех наслаждений, которые можно получить от коротких фильмов конца 1930-х годов. Более глубокие наслаждения приносит отличная операторская работа Люсьена Балларда, который в тот момент лишь начинал свою легендарную карьеру». В данном случае, "самыми визуально впечатляющими моментами фильма стали видения Уилсона, которые показаны в негативе, а также визуальная демонстрация его детской травмы, которая уходит от обычного для Голливуда размазанного фокуса и шаткой композиции ради чётко прописанных образов и галлюциногенного дизайна декораций, предвосхищая аналогичную сцену у Хичкока в фильме «Заворожённый» (1945).
Хэл Эриксон назвал картину «пугающей психологической драмой в нуаровой традиции, которая напоминает отличную мелодраму „Часы отчаяния“. Картина сделана как фильм нуар с дополнением эпизодов сюрреалистических видений». Как далее пишет Эриксон, «плотная история и мрачная, атмосферная операторская работа Люсьена Балларда вкупе с точной постановкой работой Видора и превосходной игрой Морриса и Беллами обеспечивают этому фильму нуар высшее место в жанре». По мнению Крейга Батлера, «это сильно устаревший психологический триллер, но при этом он бесспорно увлекательный, и, если немного сдержать своё недоверие к происходящему, то он вообще покажется захватывающим». Как подчёркивает Батлер, «фильм заслуживает быть отмеченным за то, что это один из первых фильмов, который делает серьёзную попытку ввести психоаналитические идеи в историю и за применение этих идей при анализе социологических основ криминального сознания». Однако, когда предпринимается подобная попытка, в большинстве случаев психологию приходится упрощать до крайней степени. По словам Батлера, «публика 1939 года не заметила этого, но современная публика, которая на протяжении десятилетий впитывала психологическую теорию, даже полностью и не понимая её, слишком грамотна, чтобы принять предложенную здесь „поп-психологию“». Вместе с тем критик считает, что «куда труднее принять несколько серьёзных провалов в логике самой истории». В частности, опытные преступники никогда бы не сделали тех ошибок, которые они делают здесь. Однако, как заключает Батлер, «если смириться с этими недостатками, фильм имеет много чудесных моментов, включая великолепную игру психически измученного преступника в исполнении Честера Морриса и обманчиво тихую, но мощную игру Ральфа Беллами. Кроме того, фильм отличает отличная постановка Чарльза Видора, а также завораживающая операторская работа Люсьена Балларда как в показе впечатляющих сцен видений, так и в более „обыденных“ моментах, что демонстрирует его огромное мастерство. Если к этому добавить превосходную работу художника-постановщика, то в результате получится захватывающий, хотя и неидеальный маленький шедевр».